# Düsseldorfer Stadtrat
Der am 13. September 2020 gewählte Düsseldorfer Stadtrat ist neben dem Oberbürgermeister (seit 5. November 2020 Stephan Keller) das Organ der kommunalen Selbstverwaltung der Landeshauptstadt Düsseldorf. Dieses Selbstverwaltungsrecht ist im Grundgesetz garantiert (Art. 28 Abs. 2 GG) und in der Landesverfassung Nordrhein-Westfalen abgesichert. Der Stadtrat wird für fünf Jahre gewählt und tagt im alten Rathaus. Die Ratsmitglieder führen die Bezeichnung Ratsfrau/Ratsherr.

## Hauptorgan der Stadt
Der Stadtrat ist das Hauptorgan der Stadt und ist für alle kommunalpolitischen Grundsatzentscheidungen zuständig. Er legt die Grundsätze und Richtlinien für die Verwaltung fest und entscheidet über alle Angelegenheiten der Stadt, soweit nicht der Oberbürgermeister zuständig ist. Der Stadtrat ist die Vertretung der Bürger und besteht in Düsseldorf regulär aus 82 ehrenamtlichen Mitglieder und dem hauptamtlichen Oberbürgermeister als Vorsitzendem.
Entscheidungen über bestimmte Angelegenheiten hat der Rat auf Ausschüsse und den Bürgermeister übertragen. Der Rat regelt die Zusammensetzung der Ausschüsse und ihre Befugnisse. Der Rat kann übertragene Zuständigkeiten durch einfachen Beschluss wieder an sich zu ziehen. Beschlüsse von Ausschüssen können durchgeführt werden, wenn weder vom Bürgermeister noch von einem Fünftel der Ausschussmitglieder Einspruch eingelegt worden ist. Über den Einspruch entscheidet der Rat.
Der Ältestenrat besteht aus dem Oberbürgermeister und Vertreterinnen und Vertretern der Ratsfraktionen und hat die Aufgabe, den Oberbürgermeister in Repräsentationsangelegenheiten und bei der Wahrnehmung der mit dem Ratsvorsitz verbundenen Aufgaben zu unterstützen.
Der Rat der Stadt besteht in der aktuellen Wahlperiode (aufgrund von Überhangs- und Ausgleichsmandaten durch die Wahl 2020) aus 90 Ratsmitgliedern und dem Oberbürgermeister.

## Sitzverteilung im Stadtrat der Wahlperiode 2020–2025
Nach der Wahl zum Stadtrat der Landeshauptstadt Düsseldorf vom 13. September 2020 sind seit November 2020 die folgenden Parteien im Düsseldorfer Stadtrat vertreten:
| Partei           | Sitze |
| ---------------- | ----- |
| CDU              | 30    |
| B90/DIE GRÜNEN   | 22    |
| SPD              | 17    |
| FDP              | 8     |
| DIE LINKE        | 4     |
| AfD              | 3     |
| Volt             | 1     |
| DIE PARTEI       | 2     |
| Klimaliste       | 1     |
| Tierschutz hier! | 1     |
| FREIE WÄHLER     | 1     |

Es können Fraktionen und Gruppen von den Ratsmitgliedern der Stadt gebildet werden.
In der Gemeindeordnung wurde festgelegt, dass im Rat der Stadt eine Fraktion aus mindestens drei Personen und eine Gruppe aus mindestens zwei Personen bestehen muss.
Ein Ratsherr der Partei „Volt“ ist im Sommer 2021 zur SPD gewechselt.

## Fraktionen, Fraktionsgemeinschaften und Ratsgruppen der Wahlperiode 2020–2025
1. Christlich Demokratische Union
2. Sozialdemokratische Partei Deutschlands / Volt Deutschland (Fraktionsgemeinschaft)[8]
3. Bündnis 90/Die Grünen
4. Freie Demokratische Partei
5. Die Linke
6. Alternative für Deutschland
7. Die-PARTEI-Klimafraktion (Fraktionsgemeinschaft)[9][10]
8. Tierschutz / Freie Wähler (Ratsgruppe)[11]

Nach der Kommunalwahl 2020 schlossen CDU und Grüne, die zusammen über eine Mehrheit im Rat verfügen, eine Kooperationsvereinbarung ab. In der Legislatur kam es bei einigen Fragen und Ausschüssen später auch zu Mehrheiten der Fraktionen von CDU, SPD und FDP, sowie den Partei-/Klimafraktion mit der SPD, den Grünen und den Linken.

## Ausschüsse und weitere Gremien
- Anregungs- und Beschwerdeausschuss
- Ausschuss für Digitales
- Ausschuss für Gesundheit und Soziales
- Ausschuss für Gleichstellung
- Ausschuss für öffentliche Einrichtungen
- Ausschuss für Planung und Stadtentwicklung
- Ausschuss für Umweltschutz
- Ausschuss für Wirtschaftsförderung, Tourismus und Liegenschaften
- Ausschuss für Wohnungswesen und Modernisierung
- Bauausschuss
- Beirat für Menschen mit Behinderung
- Haupt- und Finanzausschuss
- Integrationsrat
- Jugendhilfeausschuss
- Jugendrat
- Kulturausschuss
- Ordnungs- und Verkehrsausschuss
- Rat
- Rechnungsprüfungsausschuss
- Schulausschuss
- Seniorenrat
- Sportausschuss

Neben den Ausschüssen setzt der Stadtrat, besonders bei Großprojekten, sogenannte „Kleine Kommissionen“ ein. Anfang 2025 gab es elf solcher Kommissionen, deren Zusammensetzung meist nicht öffentlich bekannt ist. Sie haben keine Entscheidungskompetenz, allerdings folgen die anderen Gremien meist den Empfehlungen der Kommissionen. Anders als die Ausschüsse tagen sie nicht öffentlich, die Sitzungen werden nur knapp protokolliert.